# The Way of the Animal Powers
| Recensione | Giudizio |
| ---------- | -------- |
| AllMusic   |          |

The Way of the Animal Powers è il sesto album in studio del gruppo musicale italiano Zu, pubblicato nel 2005 su etichetta discografica Xeng Records.

## Tracce
1. Tom Araya Is Our Elvis – 2:45
2. Anatomy of a Lost Battle – 3:02
3. Shape Shifting – 3:40
4. The Aftermath – 2:09
5. Things Fall Apart – 2:53
6. The Witch Herbalist of Remote Town – 2:36
7. Farewell to the Species – 2:55
8. A Fortress Against Shadows – 3:11
9. Every Seagull Knows – 2:38

## Formazione
- Massimo Pupillo - basso elettrico
- Jacopo Battaglia - batteria, sampler
- Luca Mai - chitarra, sassofono alto, sassofono baritono
- Fred Lonberg-Holm - violoncello